# Dysmicoccus mundaringae
Dysmicoccus mundaringae är en insektsart som beskrevs av Williams 1985. Dysmicoccus mundaringae ingår i släktet Dysmicoccus och familjen ullsköldlöss. Inga underarter finns listade i Catalogue of Life.